# Puroresu
Als Puroresu (jap. プロレス, kurz für プロフェッショナル・レスリング, Purofesshonaru resuringu von engl. Professional Wrestling) wird das Wrestling aus Japan bezeichnet.
Der Showaspekt ist bei dieser Form des Wrestling eher klein gehalten, während die Aktionen im Ring mehr an asiatischen Kampfsport erinnern. In Japan werden Nachrichten aus den Puroresu-Ligen in den Tageszeitungen im Sportteil behandelt. In den meisten Ligen steht der sportliche Wettkampf im Mittelpunkt, während es in einigen kleineren Ligen (ähnlich wie in den USA) so genannte Hardcore Matches gibt, bei denen Gegenstände wie Stacheldraht (Barbed-Wire-Matches), Leuchtstoffröhren oder Reißzwecken benutzt werden. Solche Kämpfe bilden aber eher die Ausnahme; in den großen Ligen kommen sie so gut wie gar nicht vor.
Die bekanntesten Ligen sind New Japan Pro-Wrestling, Pro Wrestling NOAH, All Japan Pro Wrestling und Pro Wrestling ZERO1-MAX (ehemals ZERO-ONE), es gibt aber noch Dutzende weitere.